# 游東村
23°37′03.5″N 120°24′08.4″E / 23.617639°N 120.402333°E
游東村是中華民國臺灣嘉義縣溪口鄉轄下的行政區。位於嘉義縣東北方,北鄰雲林縣大埤鄉,南鄰溪口鄉溪東社區。面積約3.1391平方公里,行政區包含14個鄰、409戶、1134人口數人，村里以姓游和邱者居多。游厝是游東村的主要街區,而157縣道則貫穿整座村落。慈濟宮和天宋宮皆是村內歷史久遠的祭祀場所。酸菜為本地最為知名的特殊產業，產量僅次於鄰近的雲林縣大埤鄉，亦是本村主要的經濟來源。

## 地理
游東村座落於溪口鄉北部，由游厝庄、米粉宮、牛埔寮等三大聚落組成，華興溪(也稱石龜溪，上游為倒孔山溪）與三疊溪於村的東南處交會，環繞於社區的東南方，位置最北的牛埔寮與雲林縣大埤鄉接壤，而米粉宮則位於最南，鄰近三疊溪，米粉宮部落中最大姓為邱姓，過去便是依靠三疊溪維生，多從事擺渡，使居民得以跨越三疊溪水，與對外聯絡，今日則由157縣道貫穿本村，成為連接南北、對外聯絡的主要道路。

## 聚落歷史
游厝庄為清朝年間溪口鄉四大庄之一，游厝庄大多數居民皆姓游，但現已有很多人移居外出，以前初來開墾者財富甚多，有一人叫游天，曾經擔任保正，其子也擔任過協議員(今縣議員)，也有一子在溪口庄庄役場(今鄉公所)待過。
溪口鄉境內有龍、龜兩穴。龜穴則位於游厝庄。兩穴使得地方經濟不富裕，但人才輩出，子弟身懷博士資格者高達七、八十人。
米粉宮大多為邱姓，邱姓祖先應是從河南省過來，起初在雲林縣元長鄉落腳，有四位兄弟遷徙至此，利用三疊溪水製作米粉為生，因有兩溪在此會流，於是稱之為雙溪口，直到日本來臺才改為溪口庄，隸屬台南州嘉義邵，一開始米粉宮皆是邱姓人家，只有一位姓周者入贅至此為婿，目前社區大部分是後來(約二十幾年前)才興建的，邱姓祖先搬移至此已有上百年了，米粉宮地名的由來是因製作米粉而來，居住於米粉宮的邱姓族人，過去以製作米粉為生，到了民國二、三十年時，也經營擺渡，載運河流兩岸的村民來往，從當地居民的記憶來看，此一聚落的形成晚於游厝庄。
牛埔寮為座落於游東村最北側之聚落，157縣道亦從此經過，第十公墓也設置於此，另有「天宋宮」建於公墓旁，雖然是陰廟卻香火鼎盛。

## 教育
原先舊游東慈濟宮旁設有托兒所，作為村民年幼子女就讀的場所，如今隨著交通發達，以及游東慈濟宮的重建，子女皆送至鄰近溪口鄉立托兒所就讀。村子內並無設立國、中小學，國小生必須到鄰近的溪口國小就讀，而國中生則需到鄰近的溪口國中就學。

## 文化資源/文化遺產

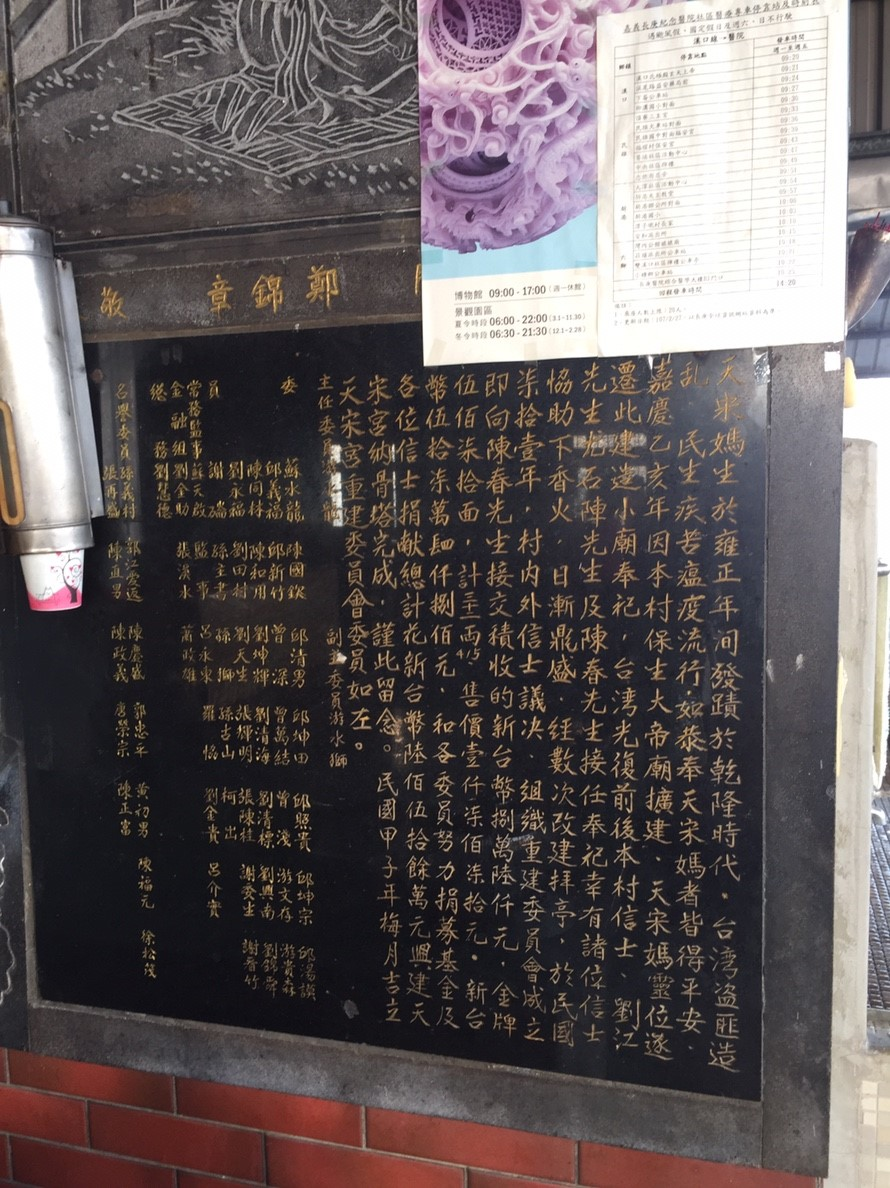
游東天宋宮內的碑文

游東慈濟宮，關於慈濟宮創立的年份，有兩種說法，一個是1933年相良吉哉《台南州祠廟名鑑》中的1815年（嘉慶乙亥年） ，另外一個是2002年翻譯再版的《台南州祠廟名鑑》中的1833年（道光癸巳年）；然而後者的版本在版本上較新，又有經過重新增修，所以應是前者紀載年份較正確。祭祀保生大帝的慈濟宮是溪口鄉具有歷史意義的寺廟之一，位於游東村游家庄。舊建築因年代久遠而毀損，從2002年開始在原址進行重建工作，重建過程中並未將舊廟留存下來。慈濟宮旁邊原有一間小屋，早期曾是目前四、五十歲以上的居民接受國小以下教育的地方，直到分校設立，村民才轉至分校接受教育。農曆三月十五會舉辦祭神大典，現今是游東村的信仰中心。

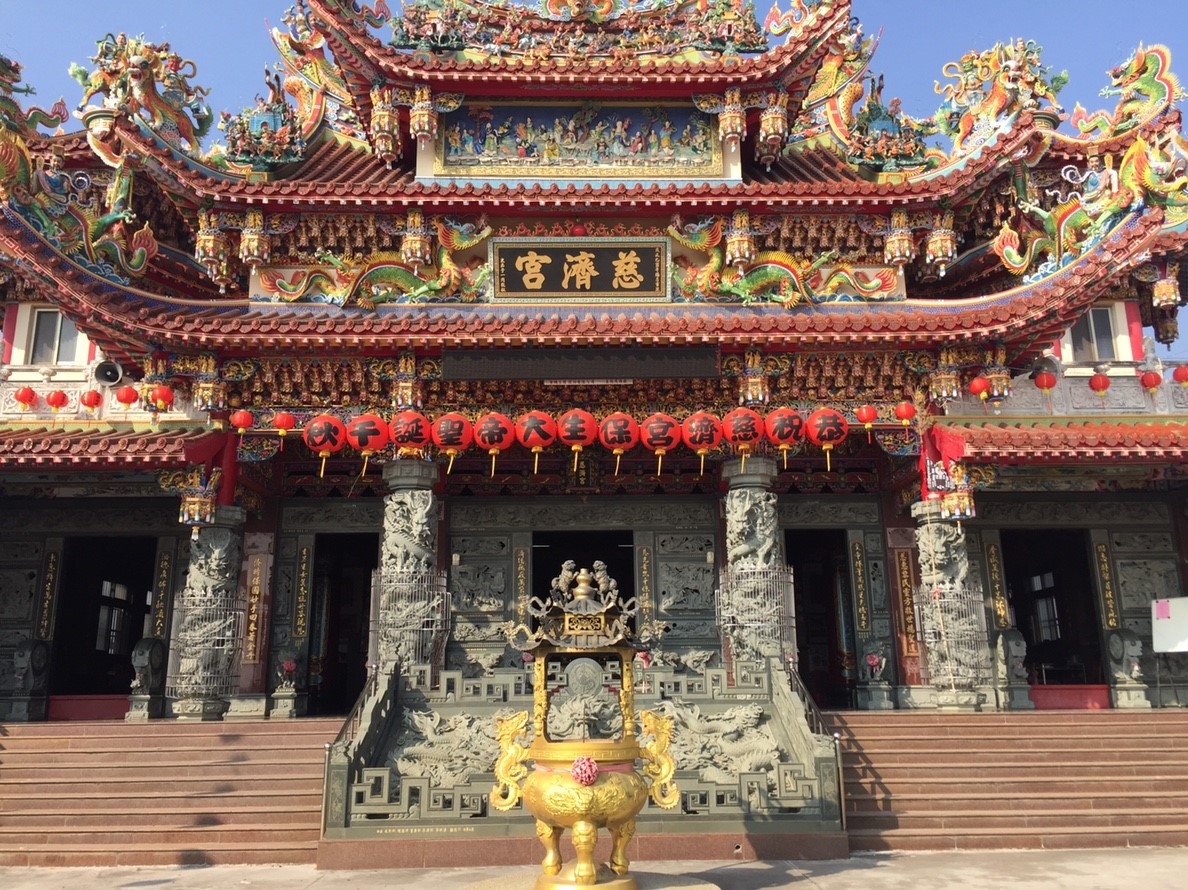
游東慈濟宮

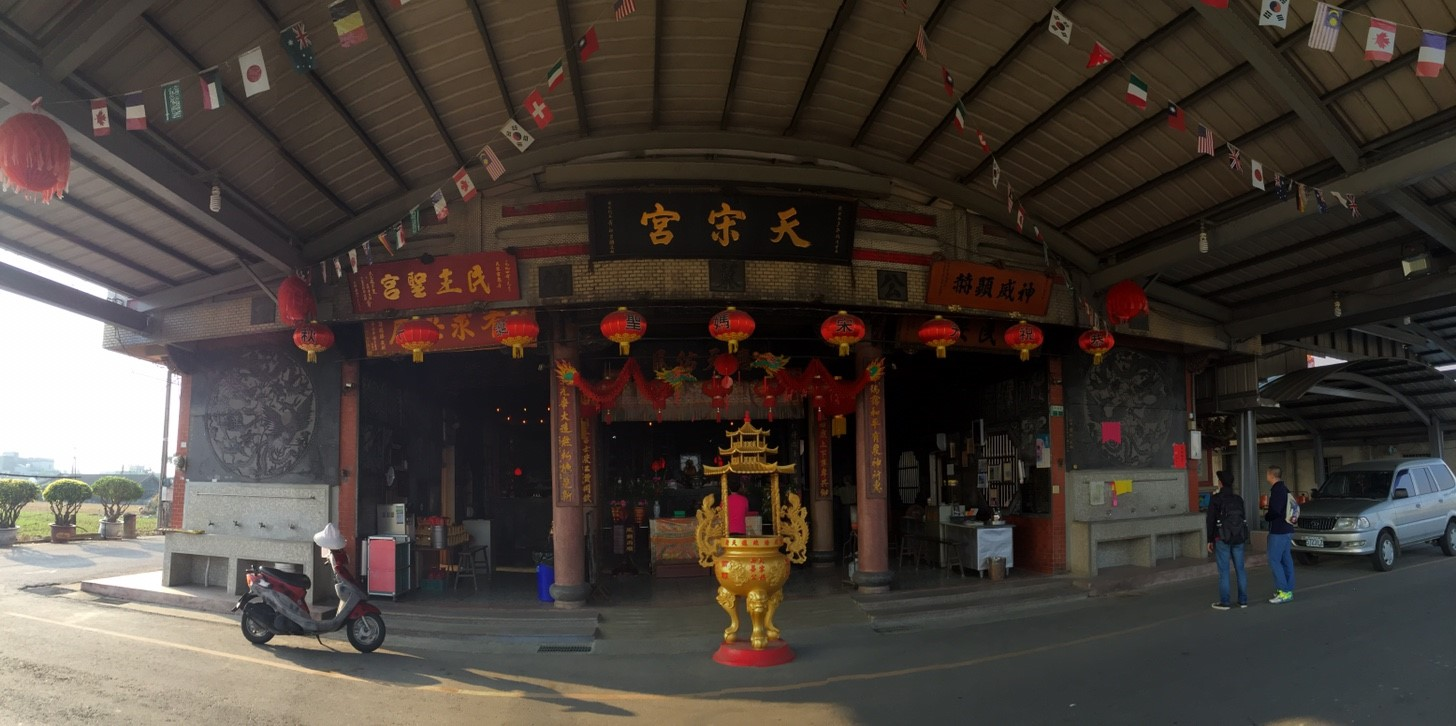
游東天宋宮

游東天宋宮，為「陰廟」，本廟主神天宋媽發跡於乾隆年間，舊廟建於1815年，1982年重建並遷移至現今所在地，位於游東村牛埔寮，座落於溪口鄉第十公墓旁，另有兩位副神大眾爺和萬善爺，有求必應，早期村民生病、不舒服都會去求，也有外地考生拿准考證來天宋宮祈求考運。「天宋」是以前顧廟的管理人取的名字。農曆四月十五為天宋媽的生日，村民多會擺設流水席，早年常有電子花車、電子琴、和鋼管舞表演，後來因經常遭到檢舉，近年來盛況不如以往。

## 特殊產業
酸菜是本村的主要產物之一，雖然鄰近的雲林縣大埤鄉有「酸菜的故鄉」的美名，然而本村所產的酸菜也十分優良，外縣市可以常常見到來自游東村外銷的酸菜製品。目前村內仍可見到醃漬酸菜的大井，許多村民也以製作酸菜作為經濟的來源。酸菜的主要原料--「芥菜」在入冬前後十天，大概農曆九月至十月時開始栽種，七十天後就可以開始採收，接著將芥菜倒入6～7公尺深的大型水泥井內再倒入一定比例的粗鹽，大約三十天以後，就可以將淹漬好的酸菜撈起，經過加工分級處理，再裝到特製的空桶內，就可運到全國各地販售。

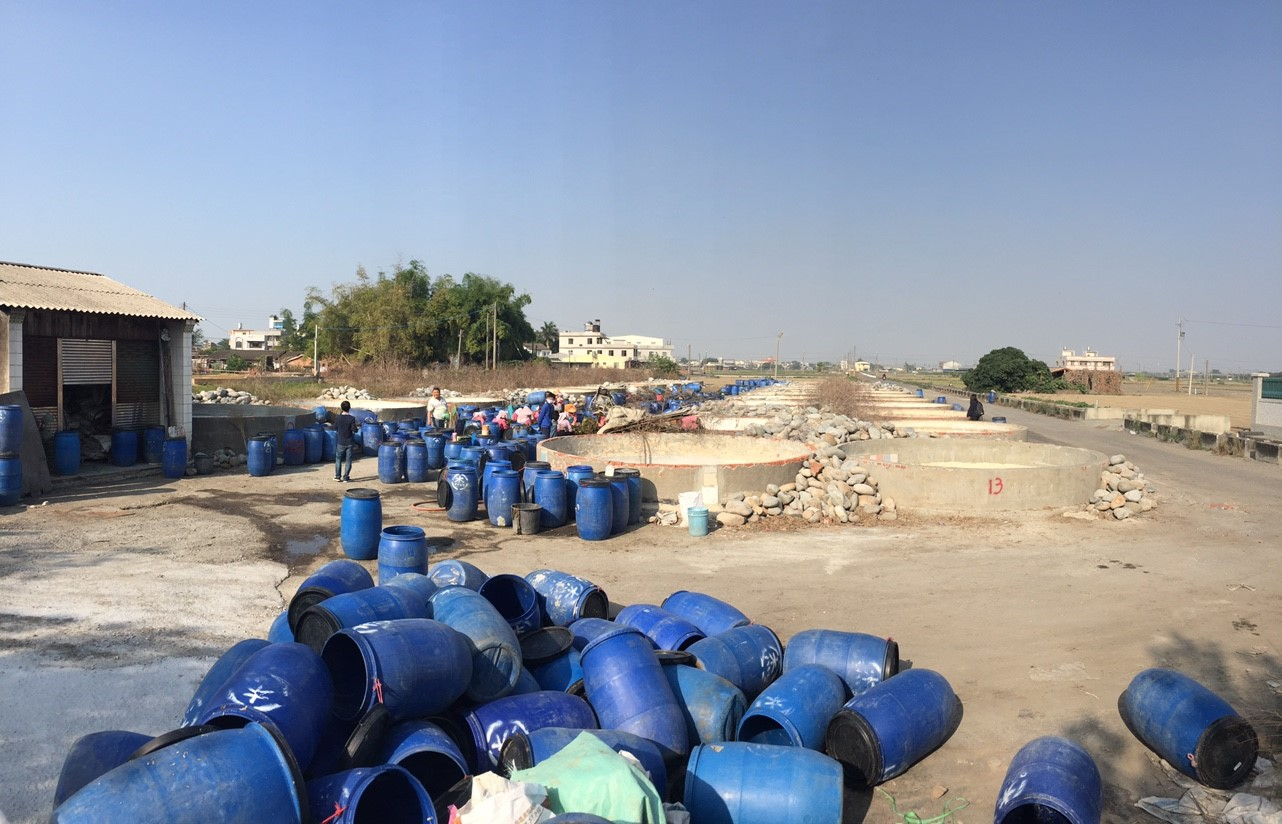
游東村酸菜醃製井